# Вершины (Самарская область)
Вершины — посёлок в Елховском районе Самарской области в составе сельского поселения Елховка.

## География
Находится на расстоянии примерно 9 километров по прямой на север от районного центра села Елховка.

## История
Основан в 1745 году, название связано с верховьями местного ручья Пролейка.

## Население
Постоянное население составляло 8 человек (русские 50 %, белорусы 37 %) в 2002 году, 5 в 2010 году.